# 克鲁赫利克 (扎波罗热州)
48°0′44″N 35°9′47″E / 48.01222°N 35.16306°E
克魯赫利克（烏克蘭語：Круглик）是位於烏克蘭東南部的村莊，由扎波羅熱州扎波羅熱区的彼得羅-米哈伊利夫卡市鎮負責管轄。該村面積0.25平方公里，2001年人口32，人口密度每平方公里129.6人。